# Edzard Falck
Jhr. Edzard Karel Gustaaf (Edzard) Falck (Vlaardingen, 17 juni 1884 - 's-Gravenhage, 27 januari 1963) was een hoofd-commies bij de gemeente 's-Gravenhage en vriend van kunstschilder Carel de Nerée tot Babberich.

## Familie

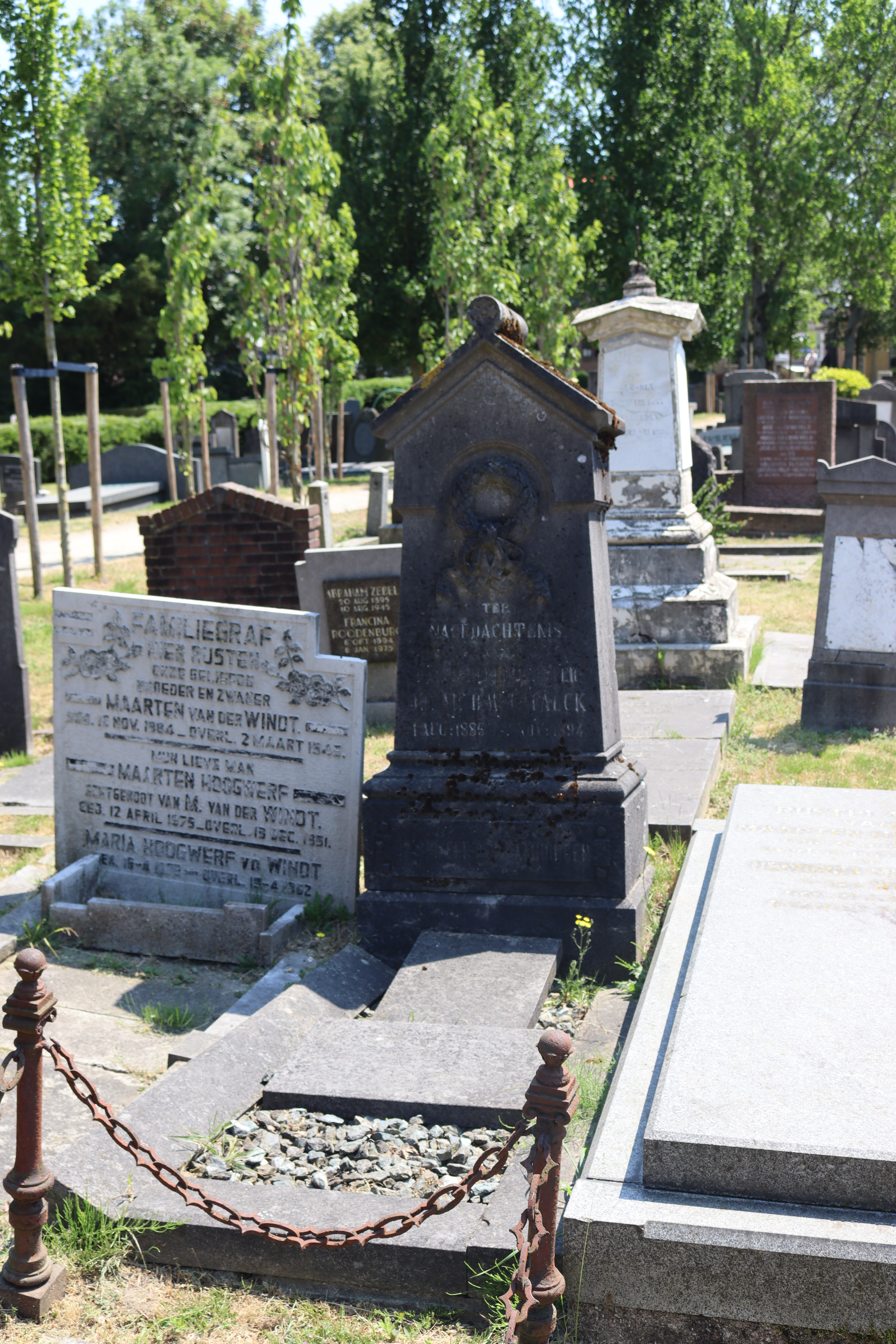
Graf van Falck, zijn ouders en zus op Begraafplaats Emaus in Vlaardingen

Falck, lid van de familie Falck, was een zoon van jhr. mr. Balthazar Willem Theodorus Falck (1851-1894), burgemeester van onder andere Vlaardingen, en Anna Pieternella Verdonk (1864-1945). Zijn enige zus jkvr. Anna Suzanna Theodora Falck (1882-1934) trouwde in 1923 te Wenen met een Oostenrijkse officier, Emilian von Paczowski (1892-?).
Falck trouwde in 1910 in Baveno met de Hongaarse Frederika A.M.A.J.C.D. Markgräfin (markiezin) Csáky Pallavicini (1884-1912); haar vader Sigismund markgraaf Csáky Pallavicini (†1932) was kamerheer van de keizer van Oostenrijk. Uit dit huwelijk werd een zoon geboren: jhr. Balthasar S.M.T.O. Falck (1911-1940), vlieger-officier in het Italiaanse leger die in Eritrea overleed op 13 augustus 1940.

## Loopbaan
Falck was commies-redacteur bij de gemeente 's-Gravenhage. Hij was daarnaast geïnteresseerd in genealogie en publiceerde over zijn familie. Hij was ook sinds 1 januari 1920 lid van het Historische Genootschap (Utrecht). Falck was ook bekend als vriend van Carel de Nerée tot Babberich (1880-1909). Met deze laatste ondernam hij een grote reis door Europa. Hij overleed in 1963.